# کیسوارانی
کیسوارانی (به اسپانیایی: Kiswarani) یک کوه در پرو است که در Peru, Apurímac Region, Antabamba Province, Aymaraes Province واقع شده‌است. کیسوارانی ۴٬۸۰۰ متر بالاتر از سطح دریا واقع شده‌است.